# Vorstendom Anhalt-Zerbst (1546-1562)
Het vorstendom Anhalt-Zerbst was een klein land in het Heilige Roomse Rijk. Het vorstendom ontstond in 1546, na de verdeling van Anhalt-Dessau tussen de broers Johan IV, George III en Joachim, Johan IV als oudste broer Anhalt-Zerbst kreeg. De zoons van Johan IV, Karel, Joachim Ernst en Bernhard VII, erfden in 1561 Anhalt-Dessau van hun oom Joachim. Karel stierf in 1561. Door het aftreden van hun verre verwant Wolfgang van Anhalt-Köthen konden Joachim Ernst en Bernhard heel Anhalt onder hun heerschappij verenigen. Tot de dood van Bernhard in 1570 regeerden ze samen, waarna Joachim Ernst als enige vorst van Anhalt overbleef.

## Vorsten
- 1546 - 1551: Johan IV
- 1551 - 1561: Karel, Joachim Ernst en Bernhard VII
- 1561 - 1562: Joachim Ernst en Bernhard VII